# Lichtzelt

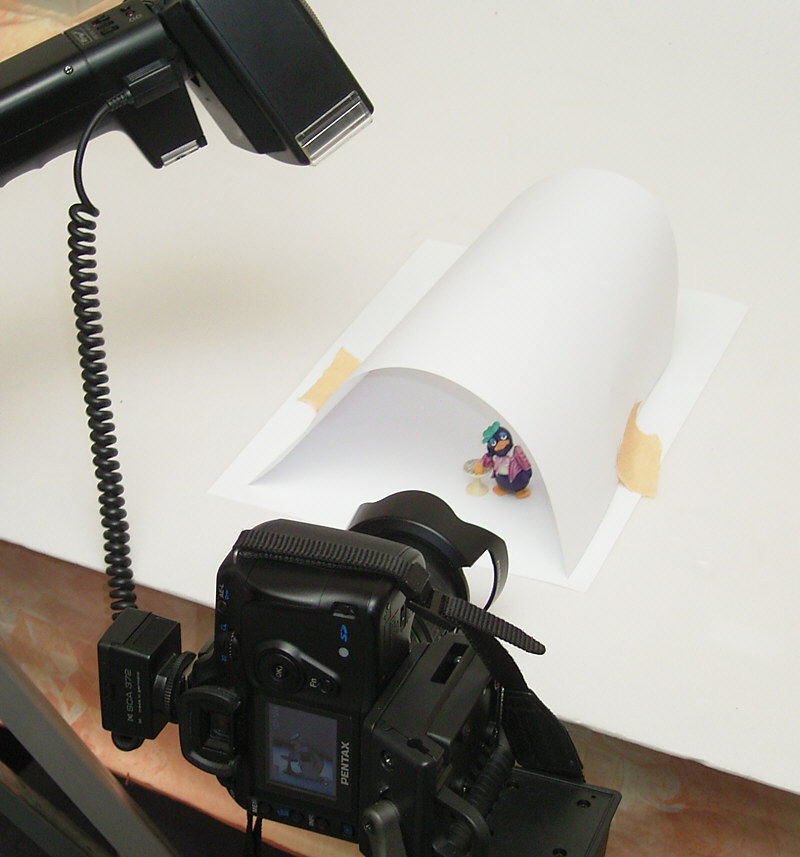
Improvisiertes Lichtzelt

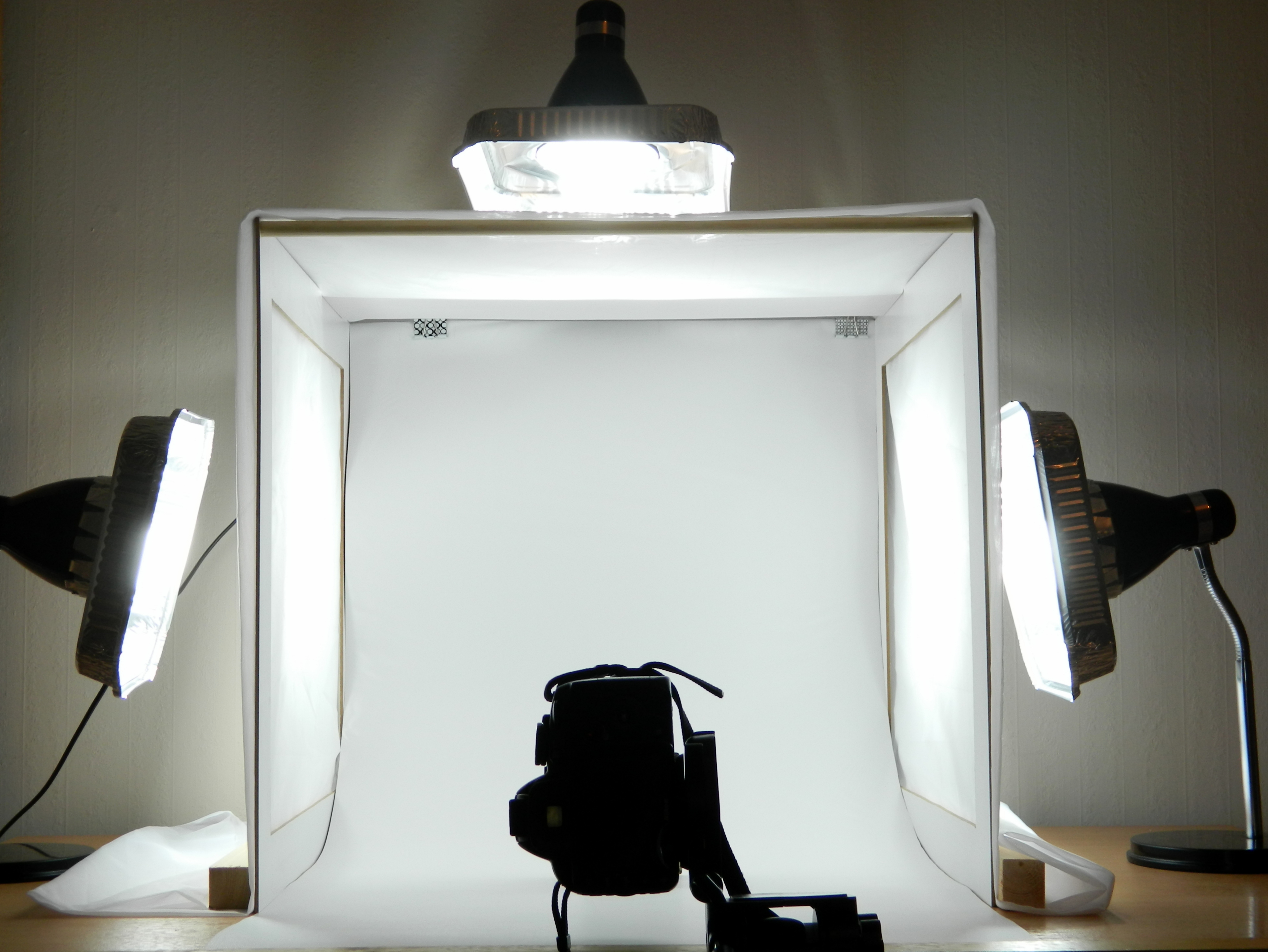
Lichtzeltaufbau mit Lampen

Ein Lichtzelt (auch Fotozelt oder Ministudio genannt) ist ein Flächenbeleuchtungsmittel insbesondere für die Studiofotografie bis hin zur gemäßigten Makrofotografie. Es dient, analog etwa der Lichtwanne oder dem Ringblitz, der möglichst gleichmäßigen und weichen, schattenfreien Ausleuchtung des jeweiligen Motives.

## Aufbau
Das Lichtzelt ist eine Umbauung des Motives mit lichtdurchlässigem, streuendem Material, etwa in Zeltform, die von außen beleuchtet wird. Bedingt durch die jeweilige Bauform entsteht eine weiche, schattenarme bis schattenfreie, allerdings im Vergleich zur direkten Beleuchtung abgeschwächte Leuchtwirkung. 
Die häufig angewandte Technik des indirekten Blitzens und auch die Verwendung der verschiedenen Reflektoren in der Studiotechnik können als Abart der Lichtzeltmethode für größere Motive betrachtet werden. Der reflektierende Raum bzw. die Reflektoren stellen hierbei den (gedachten) Zeltraum.